# Alexander Georgijewitsch Martyschkin
Alexander Georgijewitsch Martyschkin (russisch Александр Георгиевич Мартышкин; * 26. August 1943 in Moskau, Sowjetunion; † 29. Oktober 2021 ebenda) war ein sowjetischer Ruderer, der von 1965 bis 1973 sieben internationale Medaillen mit dem sowjetischen Achter gewann: Eine olympische Bronzemedaille, zwei Weltmeisterschafts-Silbermedaillen sowie eine Silber- und drei Bronzemedaillen bei Europameisterschaften.

## Sportliche Karriere
Die internationale Karriere des 1,89 großen Alexander Martyschkin begann bei den Europameisterschaften 1965. Dort gewann der sowjetische Achter die Silbermedaille hinter dem Deutschland-Achter. Im Jahr darauf siegte der Deutschland-Achter auch bei den Weltmeisterschaften 1966 in Bled vor dem sowjetischen Boot. Im folgenden Jahr ruderte Martyschkin bei den Europameisterschaften 1967 mit dem Achter auf den dritten Platz hinter den Booten aus Deutschland und den Vereinigten Staaten. Bei den Olympischen Spielen 1968 in Mexiko-Stadt siegte der Deutschland-Achter vor den Australiern, der sowjetische Achter gewann Bronze mit Zigmas Jukna, Antanas Bagdonavičius, Wolodymyr Sterlyk, Juozas Jagelavičius, Vytautas Briedis, Walentyn Krawtschuk, Alexander Martyschkin, Wiktor Suslin und Steuermann Juri Lorenzson.
Nachdem er 1969 nicht zum sowjetischen Achter gehört hatte, war Martyschkin bei den Weltmeisterschaften 1970 in St. Catharines wieder dabei. Der sowjetische Achter gewann die Silbermedaille hinter dem Boot aus der DDR. Im Jahr darauf siegte bei den Europameisterschaften 1971 das Boot aus Neuseeland vor den Achtern aus der DDR und aus der Sowjetunion. Bei den Olympischen Spielen 1972 in München siegten ebenfalls die Neuseeländer, dahinter gewann der US-Achter Silber vor dem Boot aus der DDR. Mit fast drei Sekunden Rückstand auf das Boot aus der DDR erreichten die sowjetischen Ruderer den vierten Platz vor dem Boot aus der Bundesrepublik Deutschland. Seine letzte internationale Medaille erhielt Martyschkin bei den Europameisterschaften 1973, als er mit dem sowjetischen Achter den dritten Platz hinter den Booten aus der DDR und aus der Tschechoslowakei belegte.